# Heterotropus xanthothorax
Heterotropus xanthothorax är en tvåvingeart som beskrevs av Efflatoun 1945. Heterotropus xanthothorax ingår i släktet Heterotropus och familjen svävflugor. Inga underarter finns listade i Catalogue of Life.